# Volta a Luxemburg 2016
La Volta a Luxemburg 2016, 76a edició de la Volta a Luxemburg, es disputà entre l'1 i el 5 de juny de 2016 sobre un recorregut de 691,9 km repartits entre quatre etapes i un pròleg inicial. La cursa formava part del calendari de l'UCI Europa Tour 2016, amb una categoria 2.HC.

## Equips
L'organització convidà a prendre part en la cursa a cinc equips World Tour, set equips continentals professionals i tres equips continentals:
- equips World Tour: BMC Racing Team, IAM Cycling, Lotto Soudal, Orica-GreenEDGE, Team Tinkoff
- equips continentals professionals: Cofidis, Fortuneo-Vital Concept, ONE Pro Cycling, Roompot Oranje Peloton, Stölting Service Group, Topsport Vlaanderen-Baloise, Wanty-Groupe Gobert
- equips continentals: Differdange-Losch, Leopard, Wallonie Bruxelles-Group Protect

## Etapes
| Etapa    | Data      | Ciutats d'etapa                           | type              | Distància (km) | Vencedor de l'etapa | Líder de la general |
| -------- | --------- | ----------------------------------------- | ----------------- | -------------- | ------------------- | ------------------- |
| Pròleg   | 1 de juny | Ciutat de Luxemburg – Ciutat de Luxemburg | pròleg            | 2,9            | Jean-Pierre Drucker | Jean-Pierre Drucker |
| 1a etapa | 2 de juny | Ciutat de Luxemburg – Hesper              | etapa plana       | 170,6          | André Greipel       | Jean-Pierre Drucker |
| 2a etapa | 3 de juny | Rouspert – Schifflange                    | etapa accidentada | 162,8          | Philippe Gilbert    | Maurits Lammertink  |
| 3a etapa | 4 de juny | Eschweiler – Differdange                  | etapa accidentada | 177,4          | Anthony Turgis      | Maurits Lammertink  |
| 4a etapa | 5 de juny | Mersch – Ciutat de Luxemburg              | etapa accidentada | 178,2          | Philippe Gilbert    | Maurits Lammertink  |

## Classificació final
|    | Ciclista                      | Equip                       | Temps       |
| -- | ----------------------------- | --------------------------- | ----------- |
| 1  | Maurits Lammertink (NED)      | Roompot Oranje Peloton      | 16h 28' 21" |
| 2  | Philippe Gilbert (BEL)        | BMC Racing Team             | + 9"        |
| 3  | Alex Kirsch (LUX)             | Stölting Service Group      | + 19"       |
| 4  | Anthony Turgis (FRA)          | Cofidis                     | + 22"       |
| 5  | Christopher Juul-Jensen (DEN) | Orica-GreenEDGE             | + 24"       |
| 6  | Pieter Vanspeybrouck (BEL)    | Topsport Vlaanderen-Baloise | + 28"       |
| 7  | Marco Marcato (ITA)           | Wanty-Groupe Gobert         | + 32"       |
| 8  | Huub Duyn (NED)               | Roompot Oranje Peloton      | + 37"       |
| 9  | Gaëtan Bille (BEL)            | Wanty-Groupe Gobert         | + 48"       |
| 10 | Nicolas Edet (FRA)            | Cofidis                     | + 52"       |

## Evolució de les classificacions
| Etapa | Vencedor         | Classificació general | Classificació per punts | Classificació de la muntanya | Classificació dels joves | Classificació per equips |
| ----- | ---------------- | --------------------- | ----------------------- | ---------------------------- | ------------------------ | ------------------------ |
| P     | Jempy Drucker    | Jempy Drucker         | no entregat             | no entregat                  | Maurits Lammertink       | BMC Racing Team          |
| 1a    | André Greipel    | Jempy Drucker         | André Greipel           | Thomas Deruette              | Maurits Lammertink       | BMC Racing Team          |
| 2a    | Philippe Gilbert | Maurits Lammertink    | Philippe Gilbert        | Thomas Deruette              | Maurits Lammertink       | Orica-GreenEDGE          |
| 3a    | Anthony Turgis   | Maurits Lammertink    | Philippe Gilbert        | Brice Feillu                 | Maurits Lammertink       | Cofidis                  |
| 4a    | Philippe Gilbert | Maurits Lammertink    | Philippe Gilbert        | Brice Feillu                 | Maurits Lammertink       | Cofidis                  |
| Final | Final            | Maurits Lammertink    | Philippe Gilbert        | Brice Feillu                 | Maurits Lammertink       | Cofidis                  |